# Seznam finskih atletov
Seznam finskih atletov.

## B
- Eero Berg

## E
- Karl Ebb
- Lassi Etelätalo

## I
- Mikaela Ingberg
- Volmari Iso-Hollo

## K
- Olli-Pekka Karjalainen
- Veikko Karvonen
- Elias Katz
- Urho Kekkonen
- Jukka Keskisalo
- Hannes Kolehmainen

## L
- Hanna-Maari Latvala

## N
- Paavo Nurmi

## P
- Tero Pitkämäki

## R
- Heli Rantanen
- Tapio Rautavaara
- Ville Ritola
- Olavi Rokka
- Antti Ruuskanen

## S
- Bertel Storskrubb

## V
- Martti Vainio
- Pekka Vasala
- Lasse Virén